# Szałasiska (Dolina Rybiego Potoku)
Szałasiska – niewielka polana w Dolinie Rybiego Potoku w polskich Tatrach Wysokich, położona w lesie nad Drogą Oswalda Balzera powyżej Włosienicy, na stoku poniżej Opalonego. Znajduje się na wysokości ok. 1340–1390 m.
Dawniej była to użytkowana pastersko polana należąca do Hali Morskie Oko. W początkowym okresie istnienia polany wypasano na niej owce, funkcjonował na niej szałas i stąd nazwa polany. Owce wypasano tylko krótko wiosną, potem przepędzano je do Doliny za Mnichem. Po utworzeniu Tatrzańskiego Parku Narodowego wypas na polanie zniesiono. W ostatnich latach jej pasterskiego użytkowania trzymano na niej tylko krowy i jagnięta. Według danych z dzieła „Pasterstwo Tatr Polskich i Podhala” (t. VI – mapa) jeszcze w 1956 r. znajdowały się na niej 4 zabudowania pasterskie. Inwentaryzacja z 1975 r. nie wykazała już żadnego z nich.
Od dawna już polana jest użytkowana jako letnia baza namiotowa PZA dla zrzeszonych taterników.